# Az Egyesült Német Csapat az 1956. évi téli olimpiai játékokon
Az Egyesült Német Csapat az olaszországi Cortina d’Ampezzóban megrendezett 1956. évi téli olimpiai játékokon az NDK és az NSZK közös csapata volt, amely ekkor először vett részt a téli olimpiai játékokon. Az Egyesült Német Csapat a játékokon 8 sportágban 63 sportolóval képviseltette magát, akik összesen 2 érmet szereztek.

## Érmesek
| Érem  | Versenyző     | Sportág  | Versenyszám          |
| ----- | ------------- | -------- | -------------------- |
| Arany | Ossi Reichert | Alpesisí | Női óriás-műlesiklás |
| Bronz | Harry Glaß    | Síugrás  | Egyéni, normálsánc   |

## Alpesisí
Férfi
| Versenyző        | Versenyszám      | 1. futam | 1. futam | 2. futam | 2. futam | Összesítés | Összesítés |
| Versenyző        | Versenyszám      | Idő      | Hely.    | Idő      | Hely.    | Idő        | Helyezés   |
| ---------------- | ---------------- | -------- | -------- | -------- | -------- | ---------- | ---------- |
| Sepp Behr        | Lesiklás         |          |          |          |          | 3:07,7     | 12.        |
| Sepp Behr        | Műlesiklás       | 1:33,3   | 15.      | kizárták | kizárták | kiesett    | kiesett    |
| Sepp Behr        | Óriás-műlesiklás |          |          |          |          | 3:11,4     | 8.         |
| Beni Obermüller  | Műlesiklás       | 1:32,3   | 10.*     | 1:55,2   | 10.      | 3:27,5     | 9.         |
| Beni Obermüller  | Óriás-műlesiklás |          |          |          |          | 3:42,9     | 48.        |
| Hans Peter Lanig | Lesiklás         |          |          |          |          | 2:59,8     | 5.         |
| Hans Peter Lanig | Óriás-műlesiklás |          |          |          |          | 3:08,6     | 7.         |
| Pepi Schwaiger   | Lesiklás         |          |          |          |          | 3:22,2     | 20.        |
| Pepi Schwaiger   | Óriás-műlesiklás |          |          |          |          | 3:23,5     | 26.        |
| Rochus Wagner    | Műlesiklás       | 1:48,7   | 32.      | 2:28,7   | 42.      | 4:17,4     | 34.        |
| Karl Zillibiller | Lesiklás         |          |          |          |          | 3:21,6     | 19.        |
| Karl Zillibiller | Műlesiklás       | 1:36,6   | 26.      | 2:23,6   | 34.      | 4:00,2     | 25.        |

Női
| Versenyző               | Versenyszám      | 1. futam | 1. futam | 2. futam | 2. futam | Összesítés    | Összesítés    |
| Versenyző               | Versenyszám      | Idő      | Hely.    | Idő      | Hely.    | Idő           | Helyezés      |
| ----------------------- | ---------------- | -------- | -------- | -------- | -------- | ------------- | ------------- |
| Annemarie Buchner       | Lesiklás         |          |          |          |          | nem ért célba | nem ért célba |
| Annemarie Buchner       | Műlesiklás       | 1:01,7   | 18.      | 1:16,8   | 28.      | 2:18,5        | 21.           |
| Annemarie Buchner       | Óriás-műlesiklás |          |          |          |          | 2:05,0        | 27.           |
| Hannelore Glaser-Franke | Lesiklás         |          |          |          |          | 1:54,7        | 29.           |
| Hannelore Glaser-Franke | Műlesiklás       | 1:01,8   | 19.      | 1:02,9   | 17.      | 2:04,7        | 14.           |
| Hannelore Glaser-Franke | Óriás-műlesiklás |          |          |          |          | 2:02,7        | 19.           |
| Ossi Reichert           | Lesiklás         |          |          |          |          | 1:52,3        | 20.           |
| Ossi Reichert           | Műlesiklás       | 1:07,8   | 24.      | kizárták | kizárták | kiesett       | kiesett       |
| Ossi Reichert           | Óriás-műlesiklás |          |          |          |          | 1:56,5        |               |
| Marianne Seltsam        | Műlesiklás       | kizárták | kizárták | kiesett  | kiesett  | kiesett       | kiesett       |
| Marianne Seltsam        | Óriás-műlesiklás |          |          |          |          | 2:01,4        | 12.           |
| Sonja Sperl             | Lesiklás         |          |          |          |          | 1:57,8        | 32.           |

* - egy másik versenyzővel azonos eredményt ért el

## Bob
| Versenyző                                                      | Versenyszám | 1. futam | 1. futam | 2. futam | 2. futam | 3. futam | 3. futam | 4. futam | 4. futam | Összesítés | Összesítés |
| Versenyző                                                      | Versenyszám | Idő      | Hely.    | Idő      | Hely.    | Idő      | Hely.    | Idő      | Hely.    | Idő        | Helyezés   |
| -------------------------------------------------------------- | ----------- | -------- | -------- | -------- | -------- | -------- | -------- | -------- | -------- | ---------- | ---------- |
| Hans Rösch Lorenz Nieberl                                      | Kettes      | 1:26,92  | 14.      | 1:24,08  | 6.       | 1:25,21  | 9.       | 1:25,13  | 6.       | 5:41,34    | 9.         |
| Andreas Ostler Hans Hohenester                                 | Kettes      | 1:24,63  | 4.       | 1:24,89  | 10.      | 1:25,07  | 8.       | 1:25,54  | 8.       | 5:40,13    | 8.         |
| Hans Rösch Michael Pössinger Lorenz Nieberl Sylvester Wackerle | Négyes      | 1:18,61  | 6.       | 1:19,04  | 8.       | 1:19,43  | 7.       | 1:20,94  | 13.      | 5:18,02    | 6.         |
| Franz Schelle Jakob Nirschl Hans Henn Edmund Koller            | Négyes      | 1:19,03  | 9.       | 1:18,84  | 7.       | 1:19,31  | 6.       | 1:21,32  | 15.      | 5:18,50    | 8.         |

## Északi összetett
| Versenyző         | Síugrás  | Síugrás  | Síugrás  | Síugrás  | Síugrás  | Síugrás  | Síugrás | Síugrás | Sífutás | Sífutás | Sífutás | Összesítés | Összesítés |
| Versenyző         | 1. ugrás | 1. ugrás | 2. ugrás | 2. ugrás | 3. ugrás | 3. ugrás | Össz.   | Össz.   | Sífutás | Sífutás | Sífutás | Összesítés | Összesítés |
| Versenyző         | Távolság | Pont     | Távolság | Pont     | Távolság | Pont     | Pont    | Hely.   | Idő     | Pont    | Hely.   | Pont       | Helyezés   |
| ----------------- | -------- | -------- | -------- | -------- | -------- | -------- | ------- | ------- | ------- | ------- | ------- | ---------- | ---------- |
| Helmut Böck       | 66,0     | 97,0     | 66,5     | 93,0     | 65,5     | (91,5)   | 190,0   | 24.     | 59:13   | 228,700 | 11.     | 418,700    | 19.        |
| Gerhard Glaß      | 72,0     | 103,0    | 72,5     | 100,5    | 72,5     | (77,0)   | 203,5   | 9.      | 1:04:17 | 209,100 | 30.     | 412,600    | 24.        |
| Heinz Hauser      | 64,5     | (93,0)   | 71,0     | 101,0    | 67,5     | 94,0     | 195,0   | 20.     | 1:00:43 | 222,900 | 17.     | 417,900    | 21.        |
| Herbert Leonhardt | 56,0     | (79,5)   | 62,0     | 89,0     | 62,0     | 88,0     | 177,0   | 32.     | 1:01:34 | 219,600 | 23.     | 396,600    | 28.        |

* - egy másik versenyzővel azonos eredményt ért el

## Gyorskorcsolya
| Versenyző      | Versenyszám | Eredmény | Helyezés |
| -------------- | ----------- | -------- | -------- |
| Hans Keller    | 1500 m      | 2:18,1   | 35.      |
| Hans Keller    | 5000 m      | 8:24,5   | 30.      |
| Hans Keller    | 10 000 m    | 17:27,7  | 21.      |
| Helmut Kuhnert | 500 m       | 44,0     | 34.*     |
| Helmut Kuhnert | 5000 m      | 8:04,8   | 9.       |
| Helmut Kuhnert | 10 000 m    | 17:04,6  | 10.      |

* - egy másik versenyzővel azonos eredményt ért el

## Jégkorong
| Egyesült Német Csapat férfi jégkorongcsapat-játékoskeret                                    | Egyesült Német Csapat férfi jégkorongcsapat-játékoskeret                                           | Egyesült Német Csapat férfi jégkorongcsapat-játékoskeret                   |
| ------------------------------------------------------------------------------------------- | -------------------------------------------------------------------------------------------------- | -------------------------------------------------------------------------- |
| - Paul Ambros - Martin Beck - Toni Biersack - Karl Bierschel - Arthur Endress - Markus Egen | - Bruno Guttowski - Alfred Hoffmann - Hans Huber - Ulli Jansen - Günther Jochems - Reiner Kossmann | - Rudolf Pittrich - Hans Rampf - Kurt Sepp - Ernst Trautwein - Martin Zach |

### Eredmények
Csoportkör
A csoport
| Csapat                | M | Gy | D | V | G+ | G– | Gk  | P |
| --------------------- | - | -- | - | - | -- | -- | --- | - |
| Kanada                | 3 | 3  | 0 | 0 | 30 | 1  | +29 | 6 |
| Egyesült Német Csapat | 3 | 1  | 1 | 1 | 9  | 6  | +3  | 3 |
| Olaszország           | 3 | 0  | 2 | 1 | 5  | 7  | –2  | 2 |
| Ausztria              | 3 | 0  | 1 | 2 | 2  | 32 | –30 | 1 |

| 1956. január 26. | Kanada (CAN) | 4 – 0 (2–0, 2–0, 0–0) | Egyesült Német Csapat | Cortina d’Ampezzo |

|  |  |  |  |  |
|  |  |  |  |  |
|  |  |  |  |  |
|  |  |  |  |  |

| 1956. január 27. | Olaszország (ITA) | 2 – 2 (1–1, 0–1, 1–0) | Egyesült Német Csapat | Cortina d’Ampezzo |

|  |  |  |  |  |
|  |  |  |  |  |
|  |  |  |  |  |
|  |  |  |  |  |

| 1956. január 28. | Egyesült Német Csapat (EUA) | 7 – 0 (1–0, 1–0, 5–0) | Ausztria | Cortina d’Ampezzo |

|  |  |  |  |  |
|  |  |  |  |  |
|  |  |  |  |  |
|  |  |  |  |  |

Döntő csoportkör
| 1956. január 30. | Egyesült Államok (USA) | 7 – 2 (6–0, 1–1, 0–1) | Egyesült Német Csapat | Cortina d’Ampezzo |

|  |  |  |  |  |
|  |  |  |  |  |
|  |  |  |  |  |
|  |  |  |  |  |

| 1956. január 31. | Szovjetunió (URS) | 8 – 0 (0–0, 7–0, 1–0) | Egyesült Német Csapat | Cortina d’Ampezzo |

|  |  |  |  |  |
|  |  |  |  |  |
|  |  |  |  |  |
|  |  |  |  |  |

| 1956. február 2. | Kanada (CAN) | 10 – 0 (1–0, 4–0, 5–0) | Egyesült Német Csapat | Cortina d’Ampezzo |

|  |  |  |  |  |
|  |  |  |  |  |
|  |  |  |  |  |
|  |  |  |  |  |

| 1956. február 3. | Csehszlovákia (TCH) | 9 – 3 (2–3, 5–0, 2–0) | Egyesült Német Csapat | Cortina d’Ampezzo |

|  |  |  |  |  |
|  |  |  |  |  |
|  |  |  |  |  |
|  |  |  |  |  |

| 1956. február 4. | Svédország (SWE) | 1 – 1 (0–0, 1–0, 0–1) | Egyesült Német Csapat | Cortina d’Ampezzo |

|  |  |  |  |  |
|  |  |  |  |  |
|  |  |  |  |  |
|  |  |  |  |  |

Végeredmény
| Csapat                | M | Gy | D | V | G+ | G– | Gk  | P  |
| --------------------- | - | -- | - | - | -- | -- | --- | -- |
| Szovjetunió           | 5 | 5  | 0 | 0 | 25 | 5  | +20 | 10 |
| Egyesült Államok      | 5 | 4  | 0 | 1 | 26 | 12 | +14 | 8  |
| Kanada                | 5 | 3  | 0 | 2 | 23 | 11 | +12 | 6  |
| Svédország            | 5 | 1  | 1 | 3 | 10 | 17 | –7  | 3  |
| Csehszlovákia         | 5 | 1  | 0 | 4 | 20 | 30 | –10 | 2  |
| Egyesült Német Csapat | 5 | 0  | 1 | 4 | 6  | 35 | –29 | 1  |

| Csapat                | Helyezés |
| --------------------- | -------- |
| Egyesült Német Csapat | 6.       |

## Műkorcsolya
| Versenyző                  | Versenyszám  | Kötelező elemek   | Kötelező elemek | Kűr               | Kűr   | Összesítés                     | Összesítés                     | Összesítés                     | Összesítés                     | Összesítés                     | Összesítés                     | Összesítés                     | Összesítés                     | Összesítés                     | Összesítés                     | Összesítés                     | Összesítés        | Összesítés  | Összesítés | Összesítés |
| Versenyző                  | Versenyszám  | Kötelező elemek   | Kötelező elemek | Kűr               | Kűr   | Helyezési pontszámok bírónként | Helyezési pontszámok bírónként | Helyezési pontszámok bírónként | Helyezési pontszámok bírónként | Helyezési pontszámok bírónként | Helyezési pontszámok bírónként | Helyezési pontszámok bírónként | Helyezési pontszámok bírónként | Helyezési pontszámok bírónként | Helyezési pontszámok bírónként | Helyezési pontszámok bírónként | Több. hely. száma | Hely. össz. | Pont       | Helyezés   |
| Versenyző                  | Versenyszám  | Több. hely. száma | Hely.           | Több. hely. száma | Hely. | 1                              | 2                              | 3                              | 4                              | 5                              | 6                              | 7                              | 8                              | 9                              | 10                             | 11                             | Több. hely. száma | Hely. össz. | Pont       | Helyezés   |
| -------------------------- | ------------ | ----------------- | --------------- | ----------------- | ----- | ------------------------------ | ------------------------------ | ------------------------------ | ------------------------------ | ------------------------------ | ------------------------------ | ------------------------------ | ------------------------------ | ------------------------------ | ------------------------------ | ------------------------------ | ----------------- | ----------- | ---------- | ---------- |
| Tilo Gutzeit               | Férfi egyéni | 6×10+             | 10.             | 5×11+             | 11.   | 12,0                           | 8,0                            | 10,0                           | 8,0                            | 11,0                           | 8,0                            | 12,0                           | 10,0                           | 11,0                           |                                |                                | 5×10+             | 90,0        | 1269,80    | 10.        |
| Rosel Pettinger            | Női egyéni   | 6×10+             | 11.             | 7×7+              | 6.    | 7,0                            | 9,0                            | 10,0                           | 10,0                           | 11,0                           | 5,0                            | 11,0                           | 6,0                            | 11,0                           | 10,0                           | 11,0                           | 7×10+             | 101,0       | 1672,49    | 10.        |
| Marika Kilius Franz Ningel | Páros        |                   |                 |                   |       | 3,5                            | 4,5                            | 4,5                            | 4,5                            | 2,0                            | 3,0                            | 4,0                            | 5,0                            | 4,0                            |                                |                                | 5×4+              | 35,5        | 98,9       | 4.         |

## Sífutás
Férfi
| Versenyző                                           | Versenyszám     | Eredmény | Helyezés |
| --------------------------------------------------- | --------------- | -------- | -------- |
| Helmut Hagg                                         | 15 km           | 56:50    | 46.      |
| Rudi Kopp                                           | 15 km           | 54:31    | 31.      |
| Erich Lindenlaub                                    | 30 km           | 1:58:30  | 33.      |
| Hermann Möchel                                      | 30 km           | 1:56:34  | 30.      |
| Werner Moring                                       | 30 km           | 2:00:55  | 40.      |
| Werner Moring                                       | 50 km           | 3:20:32  | 20.      |
| Siegfried Weiß                                      | 15 km           | 54:29    | 29.      |
| Kuno Werner                                         | 15 km           | 54:18    | 27.      |
| Kuno Werner Siegfried Weiß Rudi Kopp Hermann Möchel | 4 × 10 km váltó | 2:26:37  | 10.      |

Női
| Versenyző                                                          | Versenyszám    | Eredmény | Helyezés |
| ------------------------------------------------------------------ | -------------- | -------- | -------- |
| Rita Czech-Blasl                                                   | 10 km          | 43:51    | 29.      |
| Elfriede Spiegelhauer-Uhlig                                        | 10 km          | 43:15    | 26.      |
| Else Amann                                                         | 10 km          | 42:22    | 20.*     |
| Sonnhilde Hausschild-Kallus                                        | 10 km          | 42:22    | 20.*     |
| Elfriede Spiegelhauer-Uhlig Else Amann Sonnhilde Hausschild-Kallus | 3 × 5 km váltó | 1:15:33  | 7.       |

* - egy másik versenyzővel azonos eredményt ért el

## Síugrás
| Versenyző     | 1. ugrás | 1. ugrás | 1. ugrás | 2. ugrás | 2. ugrás | 2. ugrás | Összesítés | Összesítés |
| Versenyző     | Távolság | Pont     | Hely.    | Távolság | Pont     | Hely.    | Pont       | Helyezés   |
| ------------- | -------- | -------- | -------- | -------- | -------- | -------- | ---------- | ---------- |
| Sepp Kleisl   | 73,0     | 95,0     | 29.      | 71,0     | 94,0     | 26.      | 189,0      | 26.        |
| Werner Lesser | 77,5     | 105,0    | 10.      | 77,5     | 105,0    | 8.*      | 210,0      | 8.         |
| Max Bolkart   | 80,0     | 111,5    | 3.*      | 81,5     | 111,0    | 4.       | 222,5      | 4.         |
| Harry Glaß    | 83,5     | 115,0    | 1.       | 80,5     | 109,5    | 7.       | 224,5      |            |

* - egy másik versenyzővel azonos eredményt ért el